# Prêmio Lilian Ida Smith
O Prêmio Lilian Ida Smith também conhecido como NZSA Lilian Ida Smith Award é um prêmio literário da Nova Zelândia da Sociedade de Autores da Nova Zelândia . O prêmio é nomeado após Lilian Ida Smith, professora de música de Whanganui.
De 1986 a 1990, o prêmio consiste em três categorias, poesia, ficção e não ficção, com cada vencedor recebendo $ 1000. A partir de 1992, o prêmio tornou-se prêmio bienal com um fundo de prêmios de US $ 3000 para projetos em qualquer gênero.
Entre 1986 e 1990, os ganhadores do prêmio foram:
| Ano  | Poesia            | Ficção          | Não-ficção         |
| ---- | ----------------- | --------------- | ------------------ |
| 1985 | Michael Morrissey | Owen Marshall   | Daphne de Jong     |
| 1987 | Lauris Edmond     | Bill Manhire    | Rosemary Wildblood |
| 1988 | Mavis Wentworth   | Owen Marshall   | Graeme Lay         |
| 1989 | Bill Manhire      | Michael Gifkins | Elizabeth Smither  |
| 1990 | Jan McAllum       | James Norcliffe | Greg Newbold       |

A partir de 1992 os ganhadores do prêmio foram:
| Year | Winner             |
| ---- | ------------------ |
| 1992 | Debra Daley        |
| 1994 | Joy McKenzie       |
| 1996 | Katrina Willoughby |
| 1998 | Carolyn McCurdie   |
| 2000 | Jackie Davis       |
| 2003 | Mary McCallum      |
| 2005 | Rachael King       |
| 2008 | Sue Orr            |
| 2009 | Leanne Radojkovich |
| 2011 | John MacKinven     |
| 2015 | Caroline Barron    |